# Championnats d'Afrique d'aviron 2023
Navigation
Édition précédente
Les championnats d'Afrique d'aviron 2023, quinzième édition des championnats d'Afrique d'aviron, ont lieu du 23 au 26 octobre 2023 à Tunis, en Tunisie,,.

## Podiums

### Hommes
Les médaillés sont les sportifs suivants,, :
| Épreuves                         | Or                                          | Argent                                             | Bronze                                               |
| -------------------------------- | ------------------------------------------- | -------------------------------------------------- | ---------------------------------------------------- |
| Skiff M1x                        | Abdelkhalek El-Banna (EGY)                  | Mohamed Taieb (TUN)                                | Sid Ali Boudina (ALG)                                |
| Skiff poids légers LM1x          | Sid Ali Boudina (ALG)                       | Adham Mahgoub (EGY)                                | Ghaith Kadri (TUN)                                   |
| Deux de couple M2x               | Égypte Mohamed Ali Ali Abdelkhalek El-Banna | Algérie Mohammed Aymen Fatah Chems-Eddine Boudjema | Tunisie Mohamed Rayen Hafsa Hani Sbeitia             |
| Deux de couple poids légers LM2x | Égypte Mohamed Kota Ahmed Abdelaal          | Tunisie Ghaith Kadri Mohamed Khalil Mansouri       | Algérie Boucif Belhadj Mohamed Chems-Eddine Boudjema |

### Femmes
| Épreuves                         | Or                                     | Argent                                    | Bronze                                         |
| -------------------------------- | -------------------------------------- | ----------------------------------------- | ---------------------------------------------- |
| Skiff W1x                        | Nihed Benchadli (ALG)                  | Courtney Westley (RSA)                    | Ghada Ibrahim (EGY)                            |
| Skiff poids légers LW1x          | Khadija Krimi (TUN)                    | Nourelhoda Arafa (EGY)                    | Chaïma Hellal Berrouane (ALG)                  |
| Deux de couple W2x               | Égypte Ghada Ibrahim Maryam Abdellatif | Tunisie Sarra Zammali Imen Mbarki         | non décernée                                   |
| Deux de couple poids légers LW2x | Tunisie Selma Dhaouadi Khadija Krimi   | Égypte Nourelhoda Arafa Maryam Abdellatif | Algérie Feriel Zitouni Chaïma Hellal Berrouane |

### Moins de 23 ans

#### Hommes
| Épreuves                          | Or                                      | Argent                                      | Bronze                                                 |
| --------------------------------- | --------------------------------------- | ------------------------------------------- | ------------------------------------------------------ |
| Skiff BM1x                        | Fadi Ben Hamouda (TUN)                  | Seifeldeen Muhammad (EGY)                   | Mohammed Aymen Fatah (ALG)                             |
| Skiff poids légers BLM1x          | Omar Moussa (EGY)                       | Chems-Eddine Boudjema (ALG)                 | Mohamed Krimi (TUN)                                    |
| Deux de couple BM2x               | Tunisie Hani Sbeitia Fadi Ben Hamouda   | Égypte Seifeldeen Muhammad Gamal Taha Ahmed | Algérie Mohamed Yassine Bouchama Seyf Eddine Guenouche |
| Deux de couple poids légers BLM2x | Égypte Abdelrahman Elzanaty Omar Hossan | Maroc Youssef Elyoussoufi Achraf Chafik     | Libye Mahmud Abdurazag Zwawi Ayad Bukrah               |

#### Femmes
| Épreuves                          | Or                                          | Argent                            | Bronze                                    |
| --------------------------------- | ------------------------------------------- | --------------------------------- | ----------------------------------------- |
| Skiff BW1x                        | Nihed Benchadli (ALG)                       | Imen Mbarki (TUN)                 | Zainab Jabbour (MAR)                      |
| Skiff poids légers BLW1x          | Sarra Zammali (TUN)                         | Feriel Zitouni (ALG)              |                                           |
| Deux de couple BW2x               | Égypte Yasmine Hewidy Noura Mahamed         | Tunisie Amina Zamali Sahar Moumni | Maroc Zainab Jabbour Majdouline Elallaoui |
| Deux de couple poids légers BLW2x | Algérie Lylia Ikram Meguedad Feriel Zitouni | Tunisie Amina Zamali Sahar Moumni | Égypte Roba Ali Yasmine Hewidy            |

### Juniors (moins de 19 ans)

#### Hommes
| Épreuves            | Or                              | Argent                                                        | Bronze                                            |
| ------------------- | ------------------------------- | ------------------------------------------------------------- | ------------------------------------------------- |
| Skiff JM1x          | Ahmed Talbi (TUN)               | Mostafa Kamel (EGY)                                           | Seyf Eddine Guenouche (ALG)                       |
| Deux de couple JM2x | Égypte Mostafa Kamel Ziad Morsy | Algérie Sidi Mohamed Cherif Boukhous Lahlou Yacine Benessalah | Tunisie Mohamed Amine Herchi Mohamed Yosri Hedhli |

#### Femmes
| Épreuves            | Or                                        | Argent                                               | Bronze                             |
| ------------------- | ----------------------------------------- | ---------------------------------------------------- | ---------------------------------- |
| Skiff JW1x          | Hela Belhadj Mohamed (TUN)                | Lala Sabria Boukhous (ALG)                           | Marwa Nkiri (MAR)                  |
| Deux de couple JW2x | Tunisie Yoser Hedhli Hela Belhadj Mohamed | Algérie Fatima Zohra Bouderbala Lala Sabria Boukhous | Maroc Ghita Jabbour Abir Moustakim |